# Космос-1805
Космос-1805 — советский спутник серии «Космос» типа «Целина-Р». Запущен 10 декабря 1986 года с космодрома Плесецк ракетой Циклон-3. Спутник был предназначен для радиоэлектронной разведки.
30 апреля 2013 года NASA объявила о том, что за год до этого траектории телескопа Ферми и спутника Космос-1805 должны были пересечься, а два объекта оказаться в одной точке с разностью в 30 миллисекунд. 3 апреля 2012 операторы телескопа включили на одну секунду двигатели, обезопасив его от столкновения.

## Орбитальные данные
- Перигей — 649 км
- Апогей — 675 км
- Период обращения вокруг Земли — 97,8 минуты
- Угол наклона плоскости орбиты к плоскости экватора Земли — 82,5°